# Gästspelsscen
En gästspelsscen är en scen för scenkonst som normalt inte har någon egen produktion. Exempel på renodlade gästspelsscener är Stora Teatern i Göteborg, Gävle teater, Södra teatern, Debaser i Stockholm och Reginateatern i Uppsala. Många stadsteatrar har egen produktion, men drygar ut sitt program med gästspel från andra teatrar.[källa behövs]